# Parc d'Hietalahti
Le parc d'Hietalahti (finnois : Hietalahden puisto) est un parc du quartier d'Hietalahti au centre de Vaasa en Finlande.

## Présentation
Le parc d'Hietalahti est créé au milieu des années 1840 par Fredrik Gabriel Sanmark, un médecin de la ville, qui voulait échapper au canal malodorant du Vanha Vaasa.
Après l'incendie de Vaasa en 1852, toute la ville de Vaasa est reconstruite au nord du parc d'Hietalahti, faisant du parc d'Hietalahti le plus ancien parc maritime de Vaasa et de la villa d'Hietalahti le plus ancien bâtiment non détruit de la ville.
Il reste encore quelques tilleuls, un pin blanc, des bouleaux et des érables dans le parc, ainsi que des pins et des épicéas, entre lesquels serpentent des sentiers.